# John Ernest Grabe
John Ernst Grabe, Johannes Ernestus Grabe ou John Ernest Grabe (10 juillet 1666 à Königsberg - 3 novembre 1711 à Oxford) est un théologien allemand de confession anglicane.

## Biographie
John Ernest Grabe naît le 10 juillet 1666 à Königsberg, où son père est professeur de théologie et d'histoire.
En 1697, il se rend en Angleterre, où il s'établit à Oxford. Il y passera les dernières 14 années de sa vie.
Il meurt le 3 novembre 1711.

## Œuvres
Son œuvre principale est Spicilegium SS. Patrum et haereticorum, publiée en 1698 et 1699, qui devait couvrir les trois premiers siècles de l'Église chrétienne. Elle parvient à couvrir le second siècle. Une seconde édition est parue en 1714.
Il a publié des éditions de :
- Justin Martyr, Apologia prima, 1700
- Irenaeus, Adversus omnes haereses, 1702
- Bishop Bull's Latin works, 1703
- Septuaginta interpretum, tome 1, Oxford, 1707

Son édition du Septuagint est inspirée du Codex Alexandrinus. Publiée en quatre volumes de 1707 à 1720, elle a été complétée par Francis Lee (en) et George Wigan.